# Bruinwangvireo
De bruinwangvireo (Pachysylvia muscicapina synoniem: Hylophilus muscicapinus) is een zangvogel uit de familie Vireonidae (vireo's).

## Verspreiding en leefgebied
Deze soort komt voor in het Amazonegebied en telt twee ondersoorten:
- P. m. muscicapina: zuidelijk Venezuela, de Guyana's en Brazilië noordelijk van de Amazonerivier.
- P. m. griseifrons: centraal Brazilië bezuiden de Amazonerivier en noordoostelijk Bolivia.

## Status
De grootte van de populatie is niet gekwantificeerd maar de soort wordt omschreven als algemeen. Op de Rode lijst van de IUCN heeft deze soort de status niet bedreigd.